# St. Josef (Lauta)

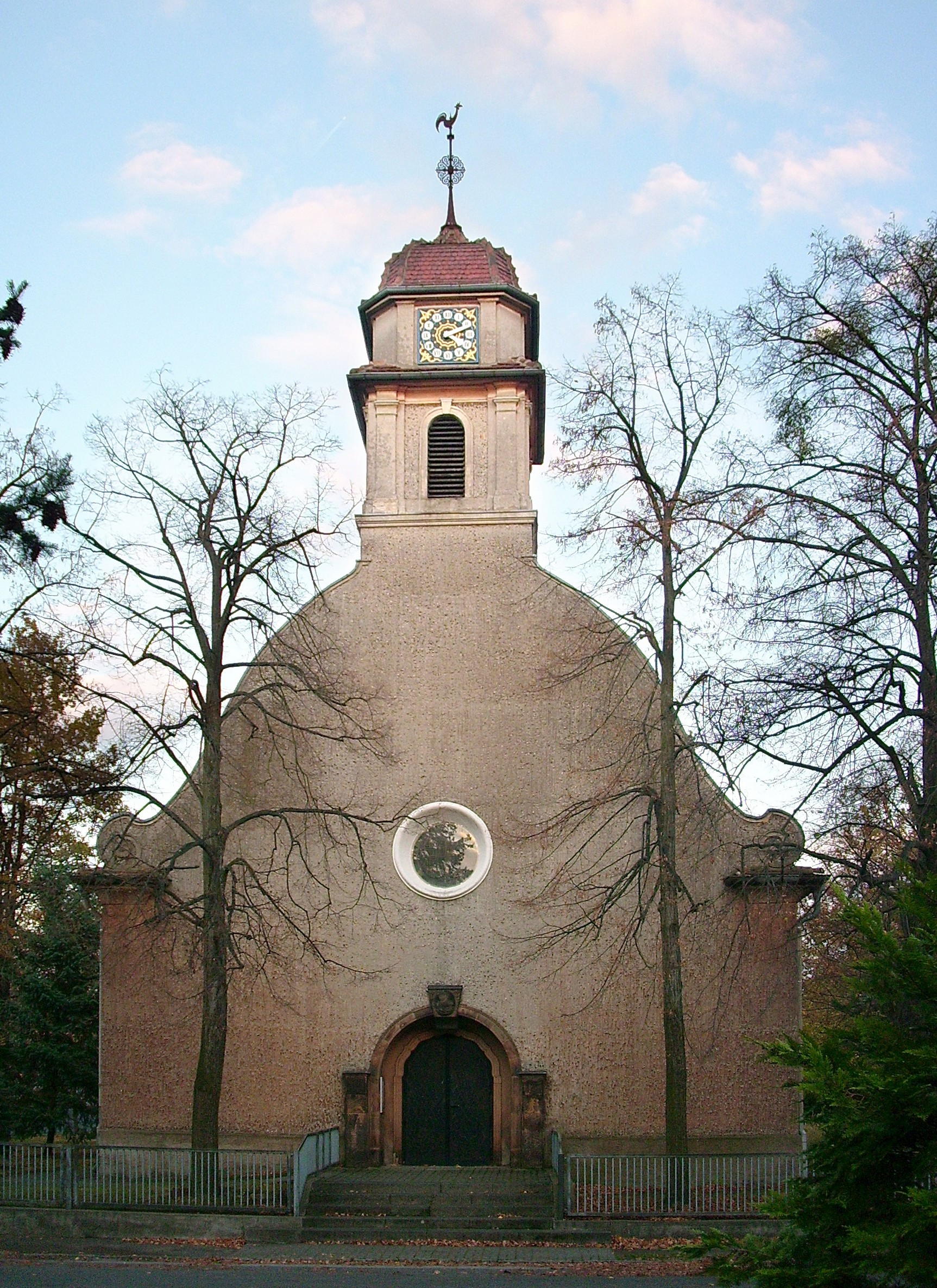
Vorderansicht

Die römisch-katholische Kirche St. Josef in der sächsischen Stadt Lauta ist eine Filialkirche der römisch-katholischen Pfarrkirche Heilige Familie in Hoyerswerda.
Die Pfarrei liegt im zum Bistum Görlitz gehörigen Dekanat Görlitz-Wittichenau.

## Baugeschichte
Die Geschichte der im Stil des Brasilianischen Barock gebauten Kirche hängt, wie bei der Evangelischen Stadtkirche, stark mit der Aluminiumhütte Lautawerk zusammen. Bis zur Reformation bestand eine römisch-katholische Gemeinde in Lauta-Dorf. Mit dem Bau der Aluminiumhütte entstand in der Arbeiterkolonie Lautawerk eine römisch-katholische Gemeinde. Am 11. Mai 1924 wurde der Grundstein für die St.-Josef-Kirche gelegt. Adolf Kardinal Bertram, Fürstbischof von Breslau, konsekrierte die Kirche am 25. April 1926. Zwei bis drei Wochen später stand auch das Pfarrhaus bezugsfertig zur Verfügung.

## Inneneinrichtung
Erhalten aus früherer Zeit ist das Kreuz im Altarraum, geschaffen 1934/1935 von Erich Jaekel in Glogau. Die Kirche erfuhr mehrere Renovierungen. So wurden 1957 neue Farbverglasungen an Stelle der bei Luftangriffen im März 1945 zerstörten eingebaut. Ein neuer dreiflügliger Altar, eine Kanzel, ein Tabernakel und zwei Leuchter sowie eine Madonna wurden erneuert. Im Jahr 1975 wurde die Kirche im Sinne des Zweiten Vatikanischen Konzils umgestaltet, wobei auch das alte Kreuz an die Rückwand des Altarraums zurückkehrte. 1994 erhielt die Kirche einen neuen Anstrich. Fußboden, Beleuchtung und Heizung wurden modernisiert, im Chorraum kam eine kleine Elektroorgel hinzu.